# The Act (Musical)
The Act ist ein US-amerikanisches Musical in zwei Akten von John Kander und Fred Ebb aus dem Jahre 1977. Das Libretto stammt aus der Feder George Furths. Bei der Uraufführung spielte die Hauptrolle Liza Minnelli. The Act erlebte bis zum 1. Juli 1978 ganze 233 Aufführungen im New Yorker Majestic Theatre und gilt als eines der bis dahin teuersten Musicals in der Geschichte des Broadway.

## Handlung
Das Musical dreht sich um die gescheiterte Filmschauspielerin „Michelle Craig“, die auf ein Comeback als Nachtklubsängerin in Las Vegas hofft. Der Zuschauer erlebt sie während der Planung und Inszenierung ihrer Las-Vegas-Show, während der sie sich zugleich ihrer Vergangenheit erinnert: eine Ehe mit einem gealterten Filmproduzenten, eine Abtreibung, eine Liebesbeziehung, die in die Scheidung vom ungeliebten Gatten mündete, sowie berufliche Erfolge und Misserfolge.

## Songs
Erster Akt
- Shine It On
- It’s the Strangest Thing
- Bobo’s
- Turning
- Little Do They Know
- Arthur in the Afternoon
- Hollywood, California
- The Money Tree

Zweiter Akt
- City Lights
- There When I Need Him
- Hot Enough for You?
- Little Do They Know
- Finale
- My Own Space

## Auszeichnungen
Liza Minnelli gewann 1978 den Tony Award als Beste Hauptdarstellerin in einem Musical.
Weitere Nominierungen für diesen Theaterpreis gingen an:
Barry Nelson als Bester Hauptdarsteller in einem Musical,
John Kander und Fred Ebb für die Beste Originalmusik,
Halston für das Beste Kostümdesign,
Tharon Musser für das Beste Lightdesign
und Ron Lewis für die Beste Choreographie.

## Hintergrund und Rezeption
Unter Regisseur Martin Scorsese wurden für dieses Projekt mehrere Leute aus dem Filmteam von New York, New York (1977) versammelt, darunter Kander und Ebb für die Musik und Theadora Van Runkle für die Kostüme. Während der Out-of-Town-Try-Outs ab Juli 1977 im Vorfeld der Broadway-Laufzeit war der Titel des Stücks noch In Person, später dann Shine It On und es wurde von Kritikern teilweise verrissen. Zur New Yorker Premiere wurde der Name erneut geändert, ebenso wie die Kostüme, deren neue Entwürfe Roy Halston Frowick übernahm, und Minnellis Frisur. Der im Gegensatz zur Scorsese erfahrene Theaterregisseur Gower Champion stieg Ende September 1977 ein und reduzierte die Dialogszenen.
Richard Eder von der New York Times befand: „The Act stellt die atemberaubende Bühnenpräsenz von Liza Minnelli zur Schau, die eine Gabe weit über bloßes Talent hinaus demonstriert – völlig umwerfend. Liza ist nicht die Erste unter Gleichen; sie ist die Erste ihrer Sorte.“ Minnelli liefere laut Variety eine „unglaublich dynamische Leistung“ und einen „persönlichen Triumph“ ab und sei „beeindruckend in ihrer Vielseitigkeit, konzentrierten Kraft und anhaltenden Energie“. Theaterkritiker Howard Kissel bezeichnete The Act jedoch als „im höchsten Maße arrogantes Konzept“ und „schon gar nicht gutes Theater, aber noch nicht einmal die Imitation einer Nachtklub-Darbietung aus Las Vegas, sondern allenfalls ‚die Imitation der Hollywood-Filmversion eines Las-Vegas-Acts‘“. John Simon von der Zeitschrift New York verriss Minnellis Darbietung völlig und warf ihr vor, kein Talent zu besitzen, sondern „nur Draufgängertum, Pathos und Energie“. Schauspielerin Carol Burnett empörte sich in einem Brief ans Time Magazine darüber, weil Simon in seiner aggressiven Kritik Minnellis Gesicht mit dem eines Beagle verglich.
Beim Publikum kam The Act dafür sehr gut an und konnte seine hohen Produktionskosten von rund 1 Million US-Dollar wieder einspielen. Das Musical gilt bis heute als eines der teuersten seiner Art; es benötigte Kostüme im Wert von etwa 92.000 US-Dollar, weitere ungefähr 80.000 US-Dollar wurden für die Kulissen ausgegeben.